# Biopatent
Unter Biopatenten versteht man Patente auf Erfindungen aus dem äußerst vielschichtigen Bereich der Biotechnologie. Das DPMA charakterisiert diese Erfindungen als „den Einsatz und die Nutzung biologischen Materials wie Enzyme oder Zellen für technische Zwecke, etwa zur Herstellung von Arzneimitteln“. In Deutschland und den anderen europäischen Staaten steht damit der Begriff des “biologischen Materials” im Zentrum dieser Patente. Er wurde in der sogenannten Biotechnologierichtlinie näher definiert.
In der Praxis erweist sich seine patentrechtliche Beurteilung als äußerst diffizil, da er immer wieder neue Fragen im Hinblick auf zentrale Patentvoraussetzungen aufwirft. Einerseits ist die Abgrenzung der auf diesem Material beruhenden Erfindungen von den nicht patentierbaren Entdeckungen schwierig. Zudem bereitet die Beurteilung der für eine Patentierung stets erforderlichen Technizität zahlreiche Probleme. Ferner können von der Patentierung solchen Materials weitreichende und damit nur schwer überschaubare gesellschaftliche Folgen ausgehen, z. B. für die konventionelle Landwirtschaft. Auf einen Entschließungsantrag der Fraktionen von CDU/CSU, FDP, SPD und BÜNDNIS 90/DIE GRÜNEN hat der Deutsche Bundestag daher bereits am 9. Februar 2012 den Beschluss „Keine Patentierung von konventionell gezüchteten landwirtschaftlichen Nutztieren und Nutzpflanzen“ gefasst. Darin fordert er die Bundesregierung u. a. dazu auf, „ein staatliches Biopatent-Monitoring aufzubauen, um Entwicklungen frühzeitig erkennen zu können, und in diesem Zusammenhang alle zwei Jahre einen Bericht über die Auswirkungen des Patentrechts im Bereich der Biotechnologie unter anderem hinsichtlich ausreichender Technizität sowie Auswirkungen im Bereich der Pflanzen- und Tierzüchtung vorzulegen“. Die Realisierung dieses Biopatent-Monitorings obliegt dem BMEL in Kooperation mit der BLE und dem BSA. Die Erstellung und Veröffentlichung dieser Berichte in Form einer „Unterrichtung durch die Bundesregierung“ erfolgt unter Federführung des für das Patentrecht zuständigen BMJ. Für die verschiedenen Berichtszeiträume wurden folgende Berichte vorgelegt.

## Geschichte

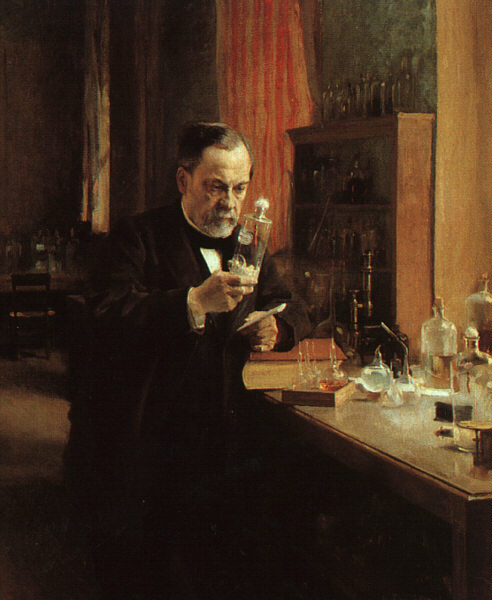
Louis Pasteurs Patent von 1873, in dem zum ersten Mal ein formaler Patentanspruch auf Reinzuchthefe als Industrieprodukt erhoben wurde.

Häufig ist zu lesen, eines der im Jahr 1873 Louis Pasteur erteilten Patente, in dem zum ersten Mal ein formaler Patentanspruch auf Reinzuchthefe als Industrieprodukt erhoben wurde,  stelle das erste Biopatent der Geschichte und zugleich das erste auf einen lebenden Organismus erteilte Patent dar. Eine detaillierte Analyse der historischen Zusammenhänge zeichnet indes ein anderes Bild.
Die in den 1960er und 1970er Jahren aufkommende moderne Molekularbiologie ermöglichte gänzlich neue Medikamente, Impfstoffe, Diagnostika und Pflanzenzüchtungsmethoden, beginnend auf der Ebene einzelner Gene. Nachdem die deutsche Patentrechtsprechung mit dem Rote Taube-Beschluss bereits die Grundlage für die Patentierbarkeit von Tieren und anderen Lebewesen gelegt hatte, kam es mit der Grundsatzentscheidung des Obersten Gerichtshofs der Vereinigten Staaten im Fall Diamond v. Chakrabarty (1980) zu einem weiteren Wendepunkt in der Geschichte des Geistigen Eigentumsrechts. Seitdem konnten bestimmte, nicht natürlich vorkommende Organismen patentrechtlich geschützt werden. Diese Rechtsprechung wird bisweilen für einen stimulierenden Effekt auf die biotechnologische Industrie verantwortlich gemacht.

## Internationale Zahlen und Trends
In den 1990er Jahren wuchs die Zahl der internationalen Biopatentanträge unter dem Vertrag über die Internationale Zusammenarbeit auf dem Gebiet des Patentwesens (PCT) kontinuierlich an, was teilweise auf das Humangenomprojekt zurückzuführen ist. Danach sank die Zahl um durchschnittlich 3,6 % pro Jahr, von 11,800 (2000) auf 9,481 (2006). Währenddessen stieg die Zahl der Patentanträge insgesamt um durchschnittlich 6,5 % pro Jahr. Während Mitte der 1990er Jahre die Biotechnologie noch einen durchschnittlichen Anteil von 10,6 % an der Gesamtzahl der Patentanträge eines Landes hatte, waren es 2004–2006 noch 6,7 %.
43,5 % der PCT-Biopatentanträge kamen 2006 aus den Vereinigten Staaten, gefolgt von Deutschland (11,6 %) und Japan (6,7 %). Knapp 4 % kamen aus den BRICS-Staaten, in erster Linie die Volksrepublik China (1,9 %), Indien (0,9 %) und Russland (0,8 %).
In Dänemark war der Anteil von Biopatenten und Gesamtpatenten im Zeitraum 2004–2006 mit 15,8 % mehr als doppelt so hoch wie in der Summe der anderen Länder. Belgien, Singapur und Kanada weisen mit einem Anteil von mehr als 10 % ebenfalls einen relativen Vorteil bei Biopatenten auf.

## Ökonomik
Nach einer der verschiedenen Patenttheorien, besteht das grundsätzliche Problem, das der Patentschutz lösen solle, in Marktversagen. Dieses ergebe sich aus der positiven Externalität von Forschung, da der soziale Nutzen einer Erfindung in der Regel deutlich über dem privaten Nutzen liege. Der Staat könne dieses Marktversagen bekämpfen, indem er Forschung durch Steuergelder subventioniert, oder indem er geistige Eigentumsrechte definiert und schützt.

## Staatliche und überstaatliche Regelungen
Unterschiedliche Patentbehörden haben bezüglich Biopatenten häufig voneinander abweichende Regelungen und Interpretationen. Das Übereinkommen über handelsbezogene Aspekte der Rechte des geistigen Eigentums zielt darauf, diese Regelungen stärker zu harmonisieren. Viele Entwicklungsländer verfügen noch nicht über entsprechende Regelungen.

### Europäische Union
Das Europäische Patentamt (EPA) vergibt seit 1989 Patente auf Pflanzen, allerdings nicht auf Pflanzensorten und Tierrassen und „im Wesentlichen biologische Verfahren“ zur Züchtung von Pflanzen oder Tieren.
Zwischen 1992 und 2002 wurden mehr als 300 Patentanträge auf Tiere beim EPA eingereicht, jedoch wurden nur wenige Patente erteilt.
Die Grundlage für die Vergabe von Biopatenten in der EU ist das jeweilige nationale Patentrecht der Mitgliedstaaten, das die Vorgaben der Richtlinie 98/44/EG aus dem Jahr 1998 umsetzen muss. Die Voraussetzungen für ein Patent im biotechnologischen Bereich unterscheiden sich nicht von denen in anderen Bereichen: Die Erfindung muss
- neu sein,
- gewerblich anwendbar sein, und
- einen erfinderischen Schritt beinhalten.

Biologisches Material, welches mit Hilfe eines technischen Verfahrens aus seiner natürlichen Umgebung isoliert oder hergestellt wird, ist darin eingeschlossen. Von der Patentierbarkeit ausgeschlossen sind
- Pflanzensorten und Tierrassen.
- im Wesentlichen biologische Verfahren zur Produktion von Pflanzen oder Tieren (beispielsweise Kreuzung und Selektion). Diese Nichtpatentierbarkeit bezieht sich jedoch nicht auf Erfindungen, die ein mikrobiologisches Verfahren zum Gegenstand haben.
- Erfindungen, die in die Keimbahn des Menschen eingreifen, oder das Klonen von menschlichen Lebewesen sowie die Verwendung von menschlichen Embryonen zu industriellen oder kommerziellen Zwecken einschließen.
- der menschliche Körper und die Entdeckung einzelner Bestandteile (z. B. Gene). Hingegen kann ein isolierter Bestandteil des menschlichen Körpers oder ein auf andere Weise durch ein technisches Verfahren gewonnener Bestandteil, einschließlich der Sequenz oder Teilsequenz eines Gens, eine patentierbare Erfindung darstellen.
- Behandlungsmethoden im Bereich Operation und Therapie und diagnostische Methoden, die am menschlichen oder tierischen Körper durchgeführt werden.
- Verfahren zur Veränderung der genetischen Identität von Tieren, die geeignet sind, Leiden dieser Tiere ohne wesentlichen medizinischen Nutzen zu verursachen, sowie die mit Hilfe solcher Verfahren erzeugte Tiere.

Nicht eindeutig beantwortet sind unter anderem folgende Fragen:
- Was genau sind „im Wesentlichen biologische Verfahren“?
- Was sind die Kriterien zur Patentierung menschlicher Gensequenzen?

In einer Grundsatzentscheidung bestätigte das EPA im Dezember 2010 die Nichtpatentierbarkeit von im Wesentlichen biologischen Verfahren. Anlass hatten Beschwerden von Syngenta (2003) und Unilever (2004) bezüglich bereits erteilter Patentrechte im Bereich der Pflanzenzüchtung zur Erhöhung potenziell antikarzinogener Stoffe im Brokkoli und der Senkung des Wassergehalts von Tomaten gegeben. Die Große Beschwerdekammer des EPA entschied am 25. März 2015, dass gezüchtete Pflanzen patentiert werden können, auch wenn dies für ihre Züchtungsmethode nicht möglich ist. Die erteilten Patente bleiben damit bestehen.

### Vereinigte Staaten
Der 1930 erlassene Plant Patent Act (PPA) erlaubte die Patentierung von asexuell vermehrten Pflanzen, und mehr als 6500 derartiger Patente wurden seither erteilt, zumeist auf Zierpflanzen. 1985 erlaubte das Board of Patent Appeals auch Patente auf Pflanzen, die sexuell oder in vitro vermehrt wurden. Der Oberste Gerichtshof der Vereinigten Staaten bestätigte dies 2001 in einem Fall, indem es um eine Mais-Hybridsorte ging.
Gemäß US-Literatur können „Gen-Patente“ in drei Kategorien einteilen werden:
1. Diagnostik: Testmethoden wie Hybridisierung, Southern Blot, Polymerase-Kettenreaktion (PCR) und Ähnliches können zum Nachweis von genetischen Merkmalen patentiert werden. Typischerweise wird dies zur Diagnose oder Beurteilung der genetischen Anfälligkeit auf Krankheiten herangezogen, wie z. B. im Fall von Myriad.[25]
2. Stoffe: Patentierbar sind Chemikalien und Material wie beispielsweise rekombinante Proteine, Vektoren oder Zelllinien, in welchen das entsprechende Gen durch Transfektion eingefügt oder durch Gen-Knockout entfernt wurde.
3. Funktion: Methoden und Stoffe, welche die Regulation eines Gens beeinflussen, können patentiert werden. Typischerweise bezieht sich dies auf niedermolekulare Verbindungen, welche als Medikamente einen Einfluss auf die Genfunktion haben.

Die ersten Patentanträge auf Tiere erschienen in den 1980er Jahren. 1987 lehnte das USPTO einen Antrag auf Austern mit einem zusätzlichen Chromosomensatz aus Gründen der Offensichtlichkeit ab. 1988 wurde das erste Patent auf eine transgene Maus zwei Forschern der Harvard University erteilt.

### Japan
In Japan sind Patente auf Pflanzen erlaubt.
Von 1988 bis 1998 wurden 19 Patente auf Tiere erteilt, die meisten von ihnen auf transgene Tiere.

### China
Ein Patentsystem wurde in China 1978 eingeführt und seine Patentgesetzgebung trat 1985 in Kraft. 1980 schloss sich China der WIPO an. Seitdem wurde das chinesische Patentrecht dreimal (1992, 1998, 2008) aktualisiert.
Ähnlich wie in der EU können Operations-, Therapie- und Diagnosemethoden an menschlichen oder tierischen Körpern in China nicht patentiert werden. Auch sind Pflanzensorten und Tierrassen von der Patentierbarkeit ausgeschlossen. Züchtungsmethoden und die resultierenden Organismen sind ebenfalls nur dann patentierbar, wenn die Methoden nicht „im Wesentlichen biologisch“ sind. Gene, DNA, RNA und Chromosomen sind patentierbar wie andere chemische Substanzen.

### Indien
In Indien sind Patente auf Pflanzen nicht erlaubt.

## Auswirkungen
Eine internationale Analyse von 177 patentrelevanten Politikmaßnahmen in 60 Ländern über 150 Jahre kam zu dem Ergebnis, dass eine Ausweitung des Patentschutzes Innovation (gemessen in gewährten Patenten pro Einwohner) fördert, wenn der Patentschutz anfangs schwach war; sie dagegen behindert, wenn der Patentschutz anfangs stark war. Da ein Patent die Verwendung der Erfindung durch Dritte einschränkt, steigt mit dem Patentschutz die Wahrscheinlichkeit, dass Erfindungen bekanntgegeben werden. Empirische Studien zeigen, dass die Stärke des Patentschutzes einen großen positiven Einfluss auf die Lizenzierung ausübt. Andererseits kann ein stärkeres Patentrecht auch wettbewerbsschädliche Prozesse fördern.

## Bioethik
Verschiedene bioethische Fragen tauchen in Verbindung mit Biopatenten auf, z. B.:
- Ist es ethisch vertretbar, exklusive Eigentumsrechte über DNA-Sequenzen zu erteilen?
- Welche Zustimmungen sollten von wem erhoben werden, bevor genetische Ressourcen genutzt werden, um eine patentgeschützte Erfindung zu schaffen?
- Welche ethischen Bedenken ergeben sich bezüglich der Handhabung von exklusiven Nutzungsrechten, etwa auf Diagnostika?

Folgende Biopatente haben zu signifikanten bioethischen und juristischen Kontroversen geführt:

### Relaxin
Relaxin, ein Hormon, das den Uterus während der Geburt entspannt und deren Einsatz die Notwendigkeit eines Kaiserschnitts in schwierigen Schwangerschaften reduzieren könnte, wurde erstmals 1926 bei Schweinen beschrieben. 1976 wurde Relaxin am Howard Florey Institute in Australien isoliert und in seiner chemischen Struktur charakterisiert. Dabei wurde entdeckt, dass nur menschliches Relaxin sich für medizinische Zwecke am Menschen eignet. Um zur Erforschung ausreichende Mengen des Hormons zu erhalten, musste es synthetisiert werden. Daher wurde die codierende Nukleotidsequenz mithilfe Rekombinanter DNA-Techniken kloniert, woraufhin Relaxin synthetisch hergestellt werden konnte. Das Howard Florey Institute argumentierte, seine Erfindung sei die Gensequenz, die für die unerwartete zweite Form von Relaxin codierte, sowie deren synthetische Form, produziert mithilfe der Gentechnologie. 1991 erhielt das Institut ein Patent vom Europäischen Patentamt. 1992 wurde dieses Patent von den Europäischen Grünen mit folgenden Argumenten kritisiert (die Antwort des Patentamts jeweils darunter):
- Die angebliche Erfindung sei nicht neu, da das Hormon immer im weiblichen menschlichen Körper vorhanden war.
  - Die Gensequenz selbst sei neu, da die DNA in dieser Form nicht in der Natur existiert habe. Die spezifisch menschliche Form des Relaxin sei zudem bis zu ihrer Entdeckung unbekannt gewesen.
- Es habe kein erfinderischer Schritt stattgefunden, da konventionelle Methoden benutzt worden seien, um die DNA zu isolieren.
  - Da der Erfinder der Öffentlichkeit erstmals ein Produkt präsentiert habe, dessen Existenz vorher unbekannt war, sei die Methode immateriell gewesen.
- Relaxin sei eine Entdeckung gewesen und damit ebenso wenig patentierbar wie der Mond oder eine neu entdeckte Tierart.
  - Die Substanz sei neu isoliert und charakterisiert worden und damit keine Entdeckung gewesen.
- Das Patent sei unvereinbar mit dem ordre public.
  - Das Patent sei vereinbar mit dem ordre public.
- Die Isolation eines Gens aus dem Gewebe einer schwangeren Frau sei eine Verletzung der Menschenwürde, da sie die Schwangerschaft zu einem technischen, profitorientiertem Zweck nutze.
  - Das Gewebe sei im Rahmen gynäkologischer Operationen freiwillig gespendet worden. Viele lebensrettende Substanzen seien auf diesem Weg isoliert, patentiert, und öffentlich begrüßt worden.
- Die Patentierung von Genen sei eine moderne Form der Sklaverei, da Teile von Frauen zerstückelt an kommerzielle Unternehmen verkauft würden.
  - Genpatente implizieren keinerlei Eigentumsrechte auf einzelne Menschen. Es handele sich nicht um Zerstückelung, sondern es gehe um die Synthetisierung des Hormons.
- Patente auf menschliche Gene seien gleichwertig mit Patenten auf menschliches Leben, und seien daher intrinsisch unmoralisch.
  - Die Patentierung einzelner menschlicher Gene habe nichts mit der Patentierung menschlichen Lebens zu tun. Selbst wenn jedes Gen des menschlichen Genoms geklont würde, sei es unmöglich, daraus einen Mensch zu formen. Es gebe keinen Unterschied zwischen der Patentierung einzelner Gene und der Patentierung anderer wichtiger menschlicher Substanzen, wie Adrenalin.

### Krebsmaus
Die Krebsmaus war eines der ersten transgenen Tiere. An der Harvard Medical School wurde Anfang der 1980er Jahre eine gentechnisch veränderte Maus hergestellt, die besonders anfällig für Krebs war, nachdem ein Onkogen in ihr Erbgut eingeschleust wurde. Die beteiligten Wissenschaftler erhofften sich neue medizinische Erkenntnisse von der Krebsmaus und stellten in mehreren Ländern Patentanträge. Dies warf zwei Fragen für das Patentsystem auf:
- Sollten Patente für alle Tierrassen oder Pflanzensorten erteilt werden können, insbesondere höhere Säugetiere, auch wenn sie nicht die Patentierbarkeits-Kriterien erfüllen?
- Wie sollte mit moralischen Fragen bezüglich eines Leidens transgener Tiere umgegangen werden?

Das amerikanische Patentamt gewährte den Patentschutz im Jahr 1988, mit explizitem Verweis, dass es sich um ein nicht-menschliches Tier handele. Das Europäische Patentamt beschäftigte sich ausführlich mit dem Fall, der erst 2004 gelöst wurde. Das EPO beschloss, dass es sich bei der Krebsmaus nicht um eine Tierrasse handele. In Bezug auf public ordre verwandte das EPO ein hedonistisches Kalkül, das die positiven Folgen einer Patentierung gegen die negativen Folgen abwägen sollte. Nach diesem Kalkül sei der Nutzen für den Menschen durch die medizinische Forschung mit der Krebsmaus größer als die moralischen Bedenken bezüglich des Tierleids. Daher wurde dem Patentantrag schließlich auch in der EU stattgegeben.
Dasselbe Nutzenkalkül des EPO führte 1992 zu einer Zurückweisung eines Patentantrags der Firma Upjohn, bei dem es um eine transgene Maus ging, die Haare verliert, damit so Mittel gegen Haarausfall erprobt werden konnten.
Die Krebsmaus wurde in Kanada nicht patentiert. Der Oberste Gerichtshof von Kanada entschied 2002, dass höhere Lebensformen nicht patentierbar seien, da sie keine Anfertigung oder Zusammensetzung im Sinne einer Erfindung seien. Eine Anfertigung bezöge sich auf nichtlebende Produkte oder Tiere. Eine Zusammensetzung sei eine Vermischung von Substanzen oder Zutaten. Mikroorganismen, oder eine mit einem Onkogen injizierte Eizelle, seien hingegen patentierbar. Andere Richter hingegen argumentierten, dass die in der Natur nicht vorkommende Veränderung des genetischen Materials, aus dem ein Tier zusammengesetzt ist, eine Zusammensetzung im Sinne einer Erfindung darstelle.

### Myriad
BRCA1 und BRCA2 sind zwei Gene, die in Verbindung mit Brust- und Eierstockkrebs stehen. Wenn diese Gene Mutationen aufweisen, steigt die Wahrscheinlichkeit, an diesen Krebsarten zu erkranken. Zur Diagnose und zum Monitoring ist es daher wichtig, diese Mutationen identifizieren zu können. Die Firma Myriad Genetics Inc. sequenzierte BRCA1 erstmals in Kooperation mit der University of Utah, und beide stellten 1994 einen Antrag auf Patentschutz. Sie erhielten Patentschutz für isolierte DNA, die für ein BRCA1-Polypeptid codiert, und auf eine Screeningmethode. Zusammen mit kanadischen und japanischen Forschungszentren erhielten sie in mehreren Ländern mehrere Patente auf Mutationen der Gene.
Diese Patente wurden von vielen Seiten kritisiert. Unter anderem richtete sich die Sozialdemokratische Partei der Schweiz, Greenpeace Deutschland, die französischen Institut Curie und Assistance publique – Hôpitaux de Paris, die belgische Society of Human Genetics, und die niederländische und die österreichische Regierung dagegen. Argumentiert wurde in erster Linie, dass die angeblichen Erfindungen nicht die Kriterien zur Patentierbarkeit erfüllten.
Auf einer tieferen Ebene ging es jedoch um ethische und politische Bedenken. Zusätzlich zu den bereits bekannten Einwänden gegen die Patentierbarkeit von Erfindungen, die aus dem menschlichen Genom abgeleitet sind, wurde befürchtet, dass ein Patentschutz die Weiterentwicklung von und den Zugang zu Diagnosemethoden erschweren würde. 2004 wurden diagnostische Methoden in Bezug auf BRCA1 von der Patentierung ausgeschlossen.
Ein großer Teil der Debatte wurde jedoch nicht um die Patente an sich geführt, sondern um die hohen Preise, die Myriad für die Durchführung diagnostischer Tests verlangte. So kam die Frage auf, ob die Behörden in die Lizenzierungspraxis der Patenteigner eingreifen sollten. In Frankreich wurde das Patentrecht in der Folge geändert. Die OECD entwickelte in der Folge Richtlinien für relativ offene Lizenzierungspraktiken.
Am 13. Juni 2013 verbot der Oberste Gerichtshof der Vereinigten Staaten in einer Grundsatzentscheidung Patente auf menschliches Erbgut. Als „Produkt der Natur“ könne es nicht patentiert werden. Künstlich nachgeahmtes Erbgut, sogenannte cDNA, sei von dem Verbot aber nicht betroffen, „da es nicht von der Natur hergestellt wird“. Vorausgegangen war dem Urteil eine Klage von Krebspatienten, Medizinern und Genforschern unter dem Dach der Bürgerrechtsgruppe American Civil Liberties Union.

### John Moore
1976 empfahl der Arzt David Golde von der UCLA dem an Haarzellleukämie erkrankten John Moore die Entfernung der Milz, um ein Voranschreiten der Krankheit zu behindern. Moore stimmte dem zu. Golde sah in dem entfernten Milzgewebe einen Wert für die biomedizinische Forschung und legte in den folgenden drei Jahren eine Zellkultur von T-Lymphozyten aus der Milz an. Moore wurde darüber nicht informiert. Golde erhielt 1984 ein Patent auf die Zellkultur, was ihm erheblich Einnahmen über zwei kommerzielle Verträge mit Biotechnologiefirmen einbrachte. Moore verklagte Golde mit den Begründungen, das Patent sei sein Eigentum, und Golde habe gegen seine Berufspflicht verstoßen. Der Oberste Gerichtshof von Kalifornien stellte in einer Grundsatzentscheidung 1990 fest, dass Moore keine Ansprüche habe, da er nicht zu den Erfindern gehöre. Auch könne ein Patient nicht über Körperteile verfügen, die ihm entfernt wurden. Der Arzt hätte jedoch die Pflicht, den Patienten über ein mögliches wirtschaftliches oder persönliches Interesse an einer Behandlung aufzuklären.

## Öffentliche Meinung

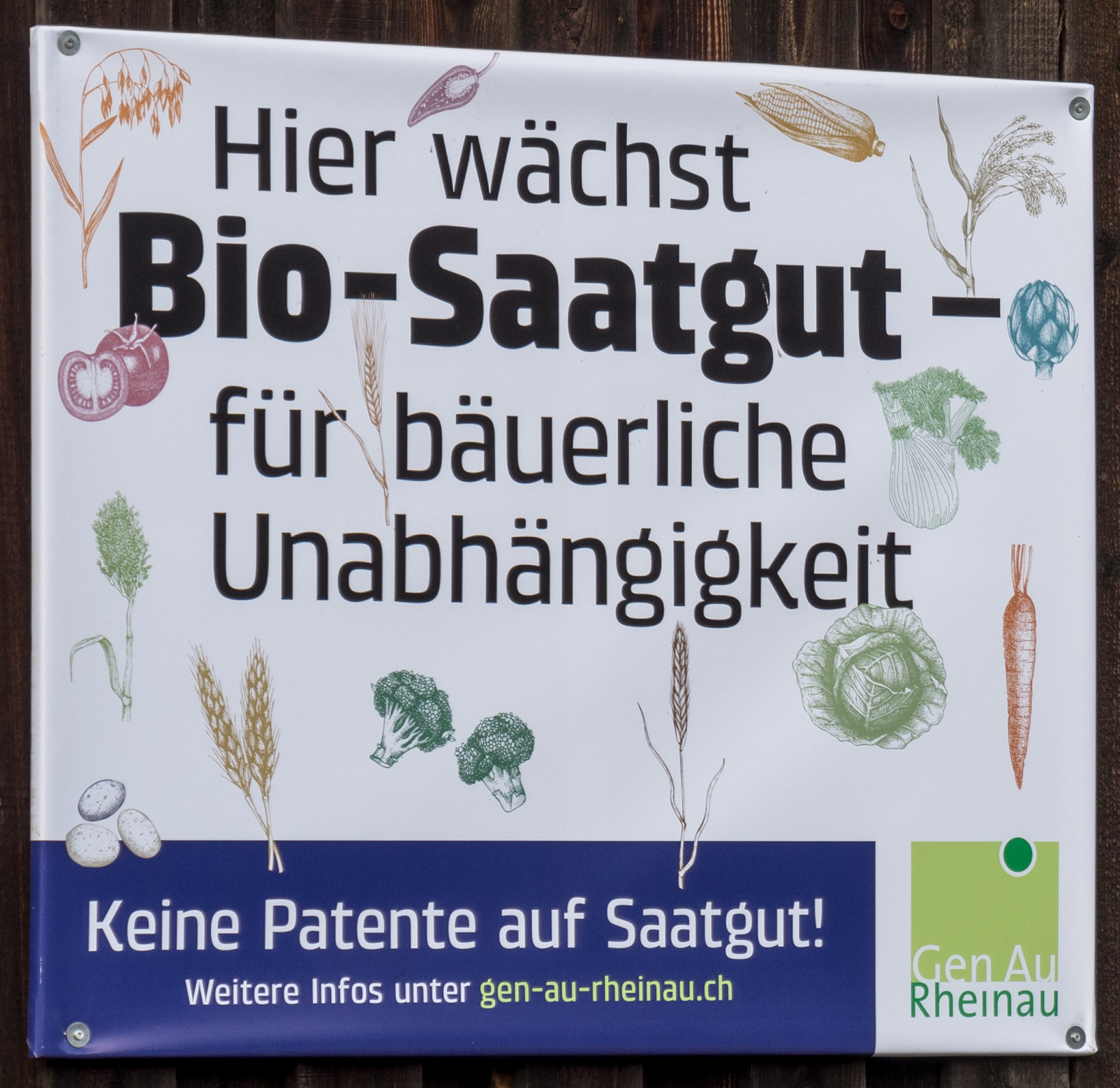

Umfragen in Kanada und den USA zeigen, dass die Öffentlichkeit in beiden Ländern in der Biopatentierung einen Beitrag zu Innovation sieht, wenngleich die Patentierung 50 % der Kanadier und 45 % der US-Amerikaner Unbehagen bereitet. Häufig wird die Patentierung von Genen mit der Patentierung von Leben gleichgesetzt. Eine zusätzliche Sorge ist, dass der Nutzen aus den geschützten Erfindungen nicht für jeden erschwinglich sei. Einer 2002 durchgeführten Umfrage zufolge glauben 46 % der Kanadier, dass die Biopatentierung wahrscheinlich mehr Risiko als Nutzen birgt.
Eine Analyse von Beiträgen in Printmedien zu Myriad aus Australien, Kanada, dem Vereinigten Königreich und den USA untersuchte den möglichen Einfluss der Mediendarstellung auf die öffentliche Meinung. Lediglich 55,9 % von 143 Artikeln enthielten eine neutrale Darstellung verschiedener Ansichten. 77,6 % der Artikel hatten einen negativen Tenor, 6,29 % einen positiven, und 16 % einen neutralen. Die kanadische Berichterstattung war signifikant negativer als die der anderen Länder.